# هیروشی تاناکا
هیروشی تاناکا (انگلیسی: Hiroshi Tanaka؛ زادهٔ ۲۰ دسامبر ۱۹۴۱) بازیکن هاکی روی چمن اهل ژاپن بود.